# Son Altesse Alex
Son Altesse Alex (The Elephant Princess) est une série télévisée jeunesse australienne de 52 épisodes de 24 minutes réalisée par Jonathan M. Shiff et diffusée entre le 13 novembre 2008 sur Network Ten, et à partir du 16 juillet 2010 sur Family au Canada.
En France, la série est diffusée à partir du 2 septembre 2009 sur Gulli, Nickelodeon France, France Ô, puis sur Nickelodeon Teen, et au Canada francophone à partir du 6 septembre 2012 sur TFO.

## Synopsis
Alex est une adolescente ordinaire qui vit dans une banlieue paisible. Son seul souhait : que son groupe de musique devienne célèbre. Mais un jour, Kuru, un jeune homme indien accompagné d'un éléphant (Anala), lui annonce qu'elle est la princesse d'un royaume nommé Manjipoor et lui fait savoir qu'elle a des pouvoirs magiques. Découvrant petit à petit ses pouvoirs, Alex nous entraîne alors dans un monde où les rêves deviennent comme par magie réalité. Comment va-t-elle gérer cette toute nouvelle responsabilité ? Que va-t-elle choisir : sa vie de princesse ou sa vie de future rock star ?

## Distribution

### Acteurs principaux
- Emily Robins (VF : Ariane Aggiage) : Alex Wilson/Lilucokalani
- Miles Szanto (VF : Taric Mehani) : Kuru
- Maddy Tyers (VF : Caroline Mozzone) : Amanda Tucci (saison 2 ; récurrente saison 1)
- Emelia Burns (VF : Isabelle Volpe) : Diva (saison 2 ; récurrente saison 1)
- Eka Darville (VF : Sébastien Boju) : Taylor (saison 2)
- Richard Brancatisano (VF : Yannick Blivet) : Caleb (saison 2)
- Georgina Haig : Zamira (saison 2)

### Acteurs récurrents
- Liam Hemsworth (VF : Benoit DuPac) : Marcus (saison 1)
- Sebastian Gregory (en) (VF : Vincent de Bouard) : J.B. Deekes (saison 1)
- Damien Bodie (VF : Jean-Marco Montalto) : Vashan (saison 1)
- Brett Climo (VF : Frédéric Popovic) : Omar (saison 1)
- Eva Lazzaro (en) (VF : Patricia Legrand) : Zoe Wilson (saison 1)
- Grant Piro (en) (VF : Jérome Keen) : Jim Wilson (saison 1)
- Alyce Platt (en) (VF : Hélène Bizot) : Anita Wilson (saison 1)
- Chris Hillier : Tony (saison 2)
- Sebastian Angborn (VF : Mathias Casartelli) : Senq (saison 2)
- Alexandra Park : Veronica (saison 2)
- Romy Poulier : Gemma (saison 2)
- Paige Maddison : Holly (saison 2)

### Invités
- Kylie Morris : Mme Getz (6 épisodes)
- Jordan Prosser (VF : Martial Le Minoux) : Johan (5 épisodes)
- Mauricio Merino, Jr. : Jake (4 épisodes)
- Cleopatra Coleman : Cosma (4 épisodes)
- Luke Arnold : Jago (4 épisodes)
- Rodney Afif : Subesh (4 épisodes)
- Stephany Avila (en) : Naomi (4 épisodes)
- Marea Lambert Barker : Elah (3 épisodes)
- Jonathan Burton : Travis (3 épisodes)
- Danielle Carter : Mme Clemment (2 épisodes)
- Lulu McClatchy (en) : Nanek (2 épisodes)
- Lara Robinson : Gretel (2 épisodes)
- Margot Robbie : Juliet (2 épisodes)
- Lynn Styles : Alisha Rogers (2 épisodes)
- Sue Jones (en) (2 épisodes)
- Diana Glenn (en) : Reine Nefari (1 épisode)
- Haiha Le : Asuza (1 épisode)

 Source et légende : version française (VF) sur RS Doublage

## Épisodes

### Première saison (2008-2009)
1. L'Âge d'être princesse (Coming of Age)
2. Ne m'appelez pas princesse (Don't Call Me Princess)
3. L'Audition (Rabbit Season)
4. Kuru, le gourou de la princesse (Kuru the Guru)
5. Les Pouvoirs de la magie (The Powerful Ballad)
6. La Poupée animée (Not Made in Japan)
7. Le Tuteur (Lean On Me)
8. Johan et Gretel (Welcome to the Fairytale?
9. Le Sortilège de l'amour (Warts and All)
10. L'Effet papillon (The Butterfly Effect)
11. Amour trompeur (Butterfly Kiss)
12. Des chaussons enchantés (Dancing Queen)
13. La Fête des mères (Destiny's Child)
14. Alex remonte le temps (Time After Time)
15. L'Anniversaire d'Anala (Happy Birthday Anala)
16. Tensions de groupe (The Big Gig)
17. Le Bal masqué (Masquerade Ball)
18. Trop célèbre pour être vraie (Almost Too Famous)
19. Amanda, princesse d'un jour (Princess Amanda)
20. Un Joyau en Justice (Courtroom Jewel)
21. Souvenir d'enfance (Sea Change)
22. Révélation (Revelation)
23. Retour à la normale (It's An Ordinary Life)
24. Diva, la manipulatrice (Unexpected Arrivals)
25. Les Bonnes ondes (Good Vibrations)
26. Alex Wilson, souveraine de Manjipoor (Normal Alex Wilson)

### Deuxième saison (2011)
1. Le Retour de Diva (Enemies Unleashed)
2. L'Alliance (The New Recruit)
3. Le Vaurien (Bad Reputation)
4. Un amour impossible (Falling For The Enemy)
5. L'Amour (Star Crossed Lovers)
6. Privé de concert (Double Trouble)
7. Amour secret (Secret Love)
8. Seconde chance (Love Your Enemy)
9. Un mystérieux admirateur (The Secret Admirer)
10. La Disparition de Taylor (Tangled Web)
11. Bienvenue dans mon monde (Welcome to My World)
12. Démasqué (Exposed)
13. L'Exil (Exiles)
14. L'Altercation (Trouble Comes to Town)
15. Changement de direction (Under New Management)
16. Jeux dangereux (Dangerous Secrets)
17. Querelle (Feud)
18. Le Sceau royal (Reinforcements)
19. Bas les masques (Unmasked)
20. Sur les traces du passé (A Princess For All)
21. Incontrôlable (Out of Control)
22. Embrasement (Flare Up)
23. Le Damné (Cursed)
24. L'Appel du caveau (Hunted)
25. Révélation (Between the Worlds)
26. Sacrifices (Sacrifice)

## Personnages

### Personnages principaux
- Alex Wilson est une fille de 17 ans. Son seul rêve est de devenir une future rock star avec son groupe. Sa vie est bouleversée lorsqu'elle apprend qu'elle est la souveraine d'un royaume magique. Sa meilleure amie est Amanda. Durant la première saison elle sort avec Marcus, un des guitaristes du groupe. Elle ressent des sentiments envers Kuru qui s'avèrent réciproques, mais aucun des deux ne fera le premier pas. Lors de la deuxième saison, elle sortira avec Caleb et sera en couple avec lui.
- Kuru est un jeune dresseur d'éléphant de 17 ans. Il est toujours accompagné d'Anala, un éléphant qui voyage entre les deux mondes. Kuru est le conseiller de la princesse et lui enseigne la magie. Entre les deux personnages se crée une vraie complicité, qui s'avérera être plus... Lors de la saison 2, il tombera amoureux de Zamira, son amie d'enfance et finiront par sortir ensemble dans le dernier épisode.
- Amanda Tucci est la meilleure amie d'Alex qui est obsédée par la mode. Elle est l'une de chanteuse principale du groupe qu'elle a formé avec Alex, JB et Marcus lors de la première saison et lors de la deuxième saison avec Alex et Taylor. Elle est l'une des rares à connaître le secret d'Alex avec JB. Elle tombe amoureuse de Taylor dans la deuxième saison.
- Anala est l'éléphant de la princesse. C'est la seule personne qui arrive à transporter des gens dans les deux mondes. Pour l'appeler, on doit dire "Anala Mook". Lors de la première saison, elle est souvent accompagnée de Kuru. Elle est très gourmande.
- Diva était la servante de Vashan. À la fin de la première saison, elle révèle qu'elle est une sorcière de 600 ans et que pendant plusieurs années, elle avait pour but de régner sur Manjipoor. C'est elle qui a tué la reine Nefari, la mère biologique de la princesse et le mari de celle-ci. Elle est aussi responsable de la mort de Elah, la mère de Caleb et Zamira. Lors de la deuxième saison, elle sera délivrée par Zamira et se liera avec celle-ci et son frère Caleb. Mais Caleb la quittera après avoir réalisé qui est vraiment Alex, puis Zamira après avoir vu avec Alex que Diva était la vraie responsable de la mort de sa mère et non la reine Nefari.
- JB Deekes était le meilleur ami d'Alex et Amanda. Il est un très bon batteur fera partie du groupe créé par Amanda, Alex et lui-même, le groupe sera plus tard rejoint par Marcus. Mais lors de la deuxième saison, Marcus et lui-même seront absents donc il sera remplacé par Taylor. Il peut être décrit comme désespérée et bizarre. Il n'est pas mentionné lors de la deuxième saison.
- Vashan fait partie de la famille royale. Il est le cousin d'Alex, et lui voue une véritable haine, qui le privera du trône. Diva volera l'un des cristaux de Anala ce qui permet de voyager entre les deux monde et le donne à Vashan. Il enverra Diva sous un autre physique dans l'autre monde ce qui l'aidera à mieux découvrir la princesse. À la fin de la première saison, Diva lui prendra tous ses pouvoirs et l'enfermera dans le cachot de Manjipoor avec Omar. Il ne fera pas partie de la distribution de la deuxième saison.
- Taylor est un ami proche de Alex et Amanda. Quand il a découvert le secret d'Alex, il a presque eu les mêmes réactions qu'Amanda et JB, mais contrairement à Amanda et JB, il l'a bien pris. Il est le petit ami d'Amanda et joue de la batterie dans leur groupe. Il est très attentionné et est un ami loyal. Il est l'ex petit-ami de Veronica qui tentera de le récupérer. Plus tard, il se mettra en couple avec Amanda. Il apparaît dans tous les épisodes de la deuxième saison.
- Caleb est le petit-ami d'Alex. Il lui a sauvé la vie puis ce sera elle qui lui sauvera la vie. Au début, il tente de flirter avec elle mais celle-ci le trouve ennuyeux. Mais c'est en passant beaucoup de temps avec lui qu'un amour naîtra. Il est le frère de Zamira. Sa mère pratiquait de la magie noire. Lui et Zamira s'allieront avec Diva et celle-ci va l'embaucher pour chercher le livre interdit.
- Zamira est la jeune sœur de Caleb et l'ami d'enfance de Kuru. Elle n'aime pas Alex car elle croit que sa mère a été tué par la mère d'Alex. Plus tard, il a été découvert que c'est Diva qui avait tué sa mère. Elle et son frère s'allieront avec Diva. Sa mère, Elah, pratiquait de la magie noire.Elle tombera amoureux de Kuru et finiront pas sortir ensemble dans le dernier épisode.

### Personnages récurrents
- Marcus était l'ancien petit ami d'Alex dans la première saison. Il a rejoint le groupe d'Alex en tant que guitariste. Kuru ne l'aimait pas beaucoup car il était jaloux de la relation qu'il avait avec Alex. Même si Marcus est attentif et réfléchi, il est très jaloux et pensera qu'entre Alex et Kuru se passent quelque chose, ce qui les conduit à rompre. Il ne fait pas partie de la distribution de la deuxième saison et ne sera pas mentionné lors de cette saison.
- Omar est en réalité le père biologique de la princesse, au début, il dit qu'il fait partie des sages de Manjipoor ce qui est vrai. Il dira la vérité sur son identité dans l'épisode 22 de la saison 1. Il ne fera pas partie de la distribution de la deuxième saison.
- Zoe Wilson est la petite sœur adoptive d'Alex. Elle est souvent très méchante avec Alex. Elle est passionnée par la danse. Elle ne connaît pas le secret d'Alex. Elle n'apparaît pas lors de la deuxième saison.
- Jim Wilson est le père adoptif d'Alex et le père biologique de Zoe. Il est l'époux d'Anita. Il ne connaît pas le secret d'Alex. Il n'apparaît pas lors de la deuxième saison.
- Anita Wilson est la mère adoptive d'Alex et la mère biologique de Zoe. Elle est l'épouse de Jim. Elle ne connaît pas le secret d'Alex. Elle n'apparaît pas lors de la deuxième saison.
- Tony est le gérant d'un café qui propose à Alex et Amanda de jouer dans son café. Puis il organise un battle entre le groupe de Veronica et le groupe composé d'Alex, Amanda et Taylor et c'est l'équipe d'Alex, Amanda et Taylor qui remporte le battle.
- Senq est un voyou de l'Ouest de Manjipoor où sont nés Zamira, Kuru et Caleb. Diva lui donne des pouvoirs magiques pour qu'il puisse l'aider pour sa mission contre Alex. Il sera vaincu dans la bataille finale de la saison 2.
- Veronica est l'ex petite amie de Taylor. Elle est aussi la rivale d'Amanda. Elle a un groupe de musique avec ses deux meilleures amies qui la suivent partout Holly et Gemma. À la suite d'un battle organisé par Tony, leur groupe de musique perd contre le groupe de musique d'Alex, Amanda et Taylor. Elle tentera de reconquérir Taylor. Plus tard, elle découvrira le secret d'Alex et l'appréciera.
- Holly et Gemma sont les meilleures amies de Veronica qui la suivent partout. Elles font partie d'un groupe de musique avec Veronica. À la suite d'un battle organisé par Tony, leur groupe de musique perd contre le groupe de musique d'Alex, Amanda et Taylor. Elles sont de très bonnes chanteuses. Elles sont aussi attirées par Caleb.

## Distinctions
- Nomination 2010 : Logie Awards pour Meilleur programme pour enfants

## Commentaires
- Au Canada, Family a diffusé la deuxième saison à partir de février 2011[4] alors que Network Ten, en Australie, l'a diffusée à partir de juillet 2011.
- Family a confirmé qu'il n'y aura pas de troisième saison.